# Tim Griffin (acteur)
Pour les articles homonymes, voir Tim Griffin et Griffin.
Tim Griffin, né à Chicago, est un acteur américain de cinéma et de télévision connu pour ses rôles dans Grey's Anatomy, Suspect numéro un New York, Covert Affairs et Wayward Pines.

## Biographie
Tim Griffin a grandi à Chicago dans l'Illinois,. Il a étudié l'anglais et la philosophie politique à l'Université du Vermont.

## Vie privée
Tim Griffin est marié avec l'actrice Alicia Carr, ils ont deux enfants.

## Filmographie

### Cinéma
- 1995 : Fièvre à Columbus University de John Singleton : Conseiller d'orientation
- 1995 : Evolver de Mark Rosman : Dwight
- 1997 : Lover Girl de Lisa Addario et Joe Syracuse : Wright Herman
- 2000 : Wind River de Tom Shell : Nick Wilson
- 2000 : Boys and Girls de Robert Iscove : Timmy
- 2002 : Cherish (en) de Finn Taylor : Officier Griffin
- 2004 : La Mort dans la peau de Paul Greengrass : John Nevins
- 2005 : Kids in America de Josh Stolberg : Tony
- 2006 : Danika (en) de Ariel Vromen : Capitaine de police
- 2008 : Cloverfield de Matt Reeves : Officier du centre de commandement
- 2008 : Jeux de dupes de George Clooney : Ralph
- 2008 : Iron Man de Jon Favreau : Analyste
- 2009 : Star Trek de J. J. Abrams : Ingénieur sur le Kelvin
- 2009 : Les Chèvres du Pentagone de Grant Heslov : Tim Kootz
- 2010 : Fair Game de Doug Liman : Paul
- 2011 : Conception (en) de Josh Stolberg : Tommy
- 2011 : Super 8 de J. J. Abrams : Commando
- 2011 : A Better Life de Chris Weitz : Officier
- 2011 : Identité secrète de John Singleton : Red Flannel
- 2011 : Carjacked de John Bonito : Policier
- 2012 : The Collection de Marcus Dunstan : Dre
- 2014 : Témoin gênant de Joe Johnston : Tueur à gages
- 2014 : American Sniper de Clint Eastwood : Colonel Gronski
- 2015 : Americons de Theo Avgerinos : Todd Elliott
- 2015 : The Gift de Joel Edgerton : Kevin 'KK' Keelor
- 2016 : Agents presque secrets de Rawson Marshall Thurber : Agent Stan Mitchell
- 2017 : Extortion de Phil Volken : Sweeney
- 2022 : Arctic Void de Darren Mann : Alan Meursault
- 2022 : Next Exit de Mali Elfman : John
- 2023 : Missing de Will Merrick et Nicholas D. Johnson : James

### Télévision
- 1989 : ABC Afterschool Special : Matthew Robinson (saison 17, épisode 4)
- 1989 : Dans la chaleur de la nuit : Jon Conlan (saison 3, épisode 3)
- 1990 : Rick Hunter : Gil Reynolds (saison 6, épisode 10)
- 1990 : Madame est servie : Gene (saison 6, épisode 18)
- 1990 : China Beach : Tommy (saison 3, épisode 20)
- 1992 : Parker Lewis ne perd jamais : Dirk (saison 3, épisode 6)
- 1992 : La Maison en folie (Empty Nest) : Ruffian #2 (saison 5, épisode 7)
- 1993 : Against the Grain (en) : Mark (4 épisodes)
- 1994 : Sauvés par le gong : Les Années lycée : Jason (épisode 14)
- 1992 : Dead at 21 (en) : Devin (épisode 7)
- 1995 : Code Lisa : Rod (saison 3, épisode 8)
- 1996 : Cybill : Frat Guy #1 (saison 2, épisode 15)
- 1996 : Sliders : Les Mondes parallèles : Jacob (saison 3, épisode 3)
- 1997 : Pacific Blue : Nicky Mink (saison 2, épisode 22)
- 1997 : Walker, Texas Ranger : Bart Valen (2 épisodes)
- 1998 : La Vie à cinq : Richie Grayson (2 épisodes)
- 1999 : Sept jours pour agir : Tom Boxdollar (saison 1, épisode 11)
- 2000 : Charmed : Le lapin (saison 2, épisode 13)
- 2001 : Associées pour la loi : Bill Deverell (saison 3, épisode 11)
- 2001 : Port Charles : Travis Williams (7 épisodes)
- 2002 : JAG : Éclaireur (saison 7, épisode 16)
- 2003 : Sept à la maison : Policier (saison 8, épisode 8)
- 2004 : Le Protecteur : John Rose (saison 3, épisode 19)
- 2005 : NIH : Alertes médicales :  Inspecteur Chris Leinberger (épisode 15)
- 2005 : 24 Heures chrono : Agent Baron (saison 4, épisode 14)
- 2005 : The Closer : L.A. enquêtes prioritaires : Roy Barnes (saison 1, épisode 12)
- 2005-2007 : Grey's Anatomy : Ronny O'Malley (5 épisodes)
- 2006 : NCIS : Enquêtes spéciales : Sergent Malcolm Porter (saison 3, épisode 14)
- 2006 : Urgences : Capitaine John Evans (2 épisodes)
- 2006 : The Unit : Commando d'élite :  Morgan Eliot (saison 2, épisode 4)
- 2007 : Women's Murder Club : Dennis Iverson (épisode 4)
- 2008 : Les Experts : Miami : Commandant Briggs (saison 6, épisode 20)
- 2008 : Bones : Pete Steckel (saison 4, épisode 2)
- 2008 : Cold Case : Affaires classées : Asst. Coach Walters (saison 6, épisode 1)
- 2009 : Lie to Me : Principal Tom Castle (saison 1, épisode 1)
- 2010 : Big Love : Ralph (saison 4, épisode 1)
- 2010 : Outlaw (en) : Policier Daniel Hale (épisode 2)
- 2010 : The Defenders : Agent Reese (épisode 10)
- 2011-2012 : Suspect numéro un New York : Inspecteur Augie Blando (13 épisodes)
- 2012 : Vegas :  Lieutenant Norman Kemp (épisode 8)
- 2012-2013 : Covert Affairs :  Seth Newman (7 épisodes)
- 2013 : Burn Notice : Frank Westen (saison 7, épisode 7)
- 2013 : Grimm : Mr. Keary (saison 3, épisode 6)
- 2014 : Murder :  Caleb Abernathy (saison 1, épisode 4)
- 2014 : NCIS : Los Angeles : Chef de section (saison 6, épisode 5)
- 2014-2015 : Mentalist : Ken Spackman (2 épisodes)
- 2015 : Castle : Spalding Elliot (saison 7, épisode 11)
- 2015-2016 : Wayward Pines :  Adam Hassler (9 épisodes)
- 2015-2016 : Aquarius : Ron Kellaher (6 épisodes)
- 2016 : Berlin Station : Chris Bolton (saison 1, épisode 3)
- 2017 : APB : Alerte d'urgence : Isaac Hunter (épisode 4)
- 2017 : Chance : Frank Lambert (7 épisodes)
- 2017-2018 : Valor : Davis Goundry (5 épisodes)
- 2018-2019 : NCIS : Nouvelle-Orléans : Avery Walker (4 épisodes)
- 2019 : True Detective : Agent spécial Burt Diller (4 épisodes)
- 2019 : Ryan Hansen Solves Crimes on Television (en) : Clancy (saison 2, épisode 7)
- 2019 : Young Sheldon : Clint Watson (saison 2, épisode 20)
- 2020 : 9-1-1: Lone Star : Bennett (épisode 9)
- 2021 : S.W.A.T. : Max (saison 4, épisode 7)
- 2021 : The Resident : Nate Hill (saison 4, épisode 7)
- 2022 : Magnum : Sergent Wayne Nix (saison 4, épisode 14)
- 2022 : Vers les étoiles (Night Sky) : Thomas (3 épisodes)